# Cecidobracon asphondyliae
Cecidobracon asphondyliae är en stekelart som beskrevs av Jean-Jacques Kieffer och Jörgensen 1910. Cecidobracon asphondyliae ingår i släktet Cecidobracon och familjen bracksteklar. Inga underarter finns listade.